# Saint-Pierre-Quiberon
Saint-Pierre-Quiberonközség és település Franciaországban, Morbihan megyében. Lakosainak száma 2327 fő (2022. január 1.). Saint-Pierre-Quiberon Plouharnel és Quiberon községekkel határos.

## Népesség
A település népessége az elmúlt években az alábbi módon változott:
| Lakosok száma | 2012 | 2026 | 2184 | 2204 | 2116 | 2084 | 2060 | 2056 | 2145 | 2327 |
|               | 1968 | 1982 | 1990 | 2006 | 2013 | 2015 | 2017 | 2019 | 2020 | 2022 |